# 摩加迪沙之戰

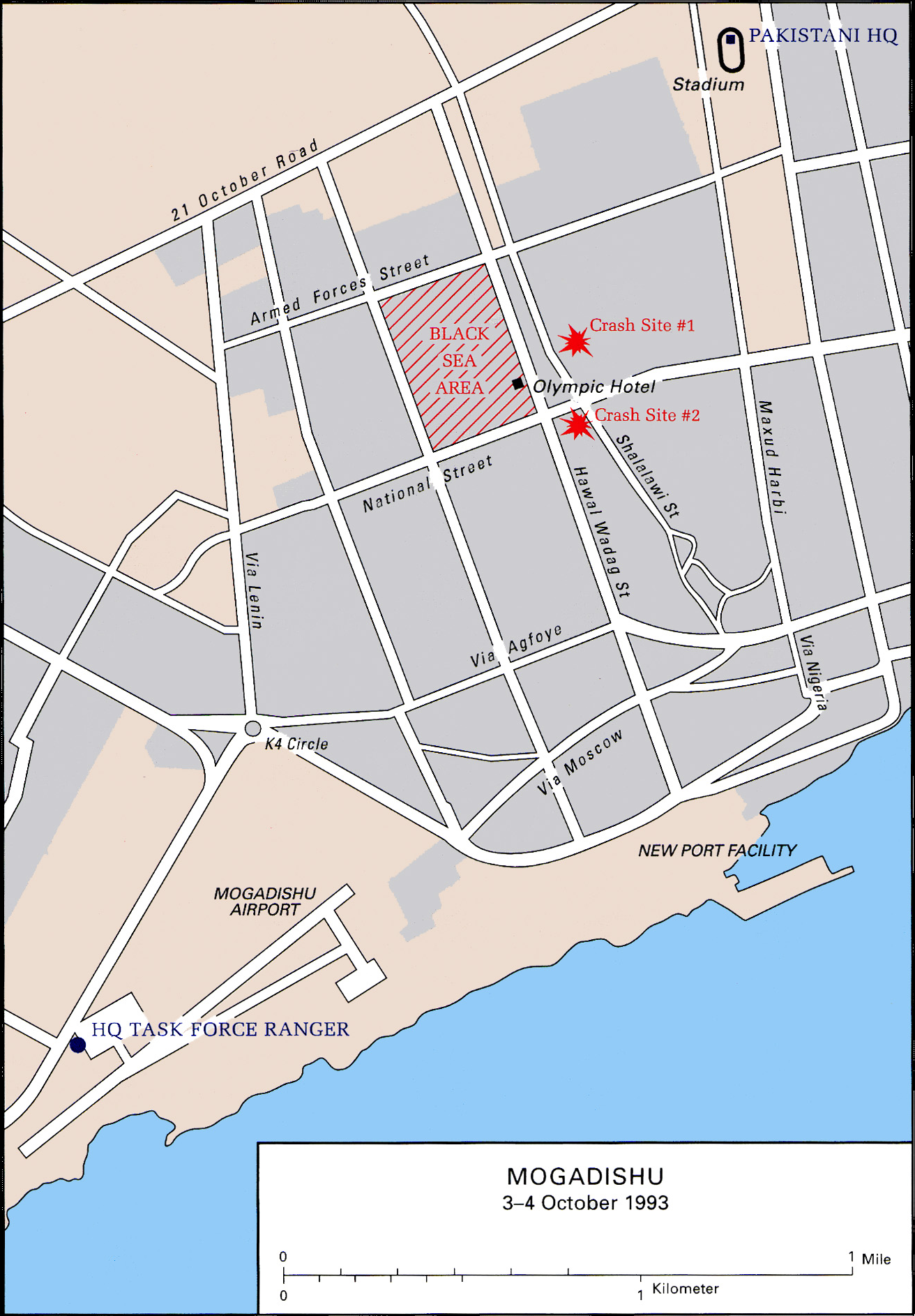
摩加迪休的地圖

摩加迪沙之戰（英語：Battle of Mogadishu）是一場在1993年10月3日至4日之間，於索馬利亞首都摩加迪休市區爆發的軍事衝突。美國陸軍特種部隊和當地民兵在摩加迪休市區進行巷戰，最終造成雙方與民眾傷亡。

## 背景
1969年10月21日，一場無預期的軍事政變，將索馬利亞的軍事將領穆罕默德·西亞德·巴雷推上索國總統位置，開始了他長達數十年的社會主義路線獨裁政治。但在1990年，叛軍攻入摩加迪休佔領首都，逼得巴雷宣佈退位，並在1991年1月出走奈及利亞的拉哥斯。但合組叛軍逼走原獨裁者的幾支勢力，卻在之後因意見歧異而反目，其中，曾在1960至1970年代間因為計畫發動政變失敗而入獄的穆罕默德·法拉赫·艾迪德，獲得主力派系索馬利亞聯合國會（United Somali Congress，USC）的支持，但一些原本遭放逐避走義大利的USC成員，卻先下手為強宣佈阿里·馬赫迪·穆罕默德為新任總統。
1991年6月，艾迪德被選為USC主席，但穆罕默德拒絕放棄總統頭銜，再加上索馬利亞境內還有許多勢力也有意染指巴雷下台後真空的地盤，因此爆發了一場以幫派組織般的小型民兵單位為主體的軍閥內戰。
最初介入索馬利亞事務，包含美國在內的聯合國等外部國家的干涉，則是起自索國南部嚴重的飢荒，原本只是為了解決在地的民生問題，但很快這項行動開始變質成具有政治目的的軍事行動，也就是美方代號「邪靈蛇行動」（Operation Gothic Serpent）的軍事任務。以國際角度來說，索馬利亞內戰已淪為各種大小武裝勢力互相爭奪地盤的混亂無政府狀態，為了解決這情況，聯合國希望能透過解除各派系的武裝，在索馬利亞境內扶植一個西方式的中央政府。但對於索馬利亞當地的各個武裝派系來說，他們並不想接受這種西方文明主導的政治方式，也不願意放棄武裝與自我防衛的力量，因此，除了敵對的派系勢力之外，西方的入侵也成為他們對抗的目標。

## 艾琳行動
1993年6月5日，联合国维持和平部队嘗試將艾迪德所擁有的無線電廣播電台關閉，以制止其進一步散播反聯合國的言論，之後艾迪德的民兵們則進行反擊，在衝突中射殺了23名巴基斯坦籍的聯合國部隊士兵。
1993年7月，美軍為追捕艾迪德，突襲了其住所，多名其部落首腦被殺。此後，大批摩加迪休民眾加入攻擊美軍與聯合國部隊的行動；此又導致美國柯林頓總統派出特勤部隊以捕捉艾迪德。
1993年10月3日，為了懲罰艾迪德部眾並削弱其的勢力。美國陸軍在得知2名艾迪德高階幕僚的所在地後為逮捕他們發動「艾琳行動」（Operation Irene），出動精銳的遊騎兵部隊與三角洲特種部隊組成聯合打擊部隊，搭乘UH-60黑鷹直升機與MH-6直昇機，突襲摩加迪休市中心的民兵據點。
在這次的行動中，美軍雖成功地逮捕到艾迪德的两位高階幕僚。但在策劃與執行時，因為對民兵火力威胁的低估，三架美軍UH-60黑鷹直升機接連遭到RPG-7火箭推進榴彈擊落，兩架墜毁在交戰區，百餘名美軍特種部隊在進行對墜毀直升機機組員的搜救任務時深陷民兵火網與路障，以致困於市區中無法撤離，使原定數小時就可完成的突擊任務，變成長達十數小時的城市游擊戰。美軍地面部隊直到次日清晨聯合國部隊派出馬來西亞軍隊和巴基斯坦軍隊去救援才得以撤離。此役共有18名美軍與1名馬來西亞装甲运兵車駕駛兵陣亡，美軍與馬、巴等軍數十人受傷。索馬利亞方面估計約有500至1,000名民兵死亡，3,000至4,000個普通民眾受到波及（由於欠缺準確的情報管道與政府治理，各方估計的數字落差非常大）。摩加迪沙戰役成为美军在第一次波斯灣戰爭之後損失最惨重的戰鬥之一，此役也是美軍在越戰結束數十年後，第一次與敵對武裝勢力發生的大規模城市游擊戰，美國作家馬克·包登（Mark Bowden）事後收錄了自己幾篇關於此事件的專題連載，在1999年3月出版了《黑鷹墜落：一個現代戰爭的故事》（Black Hawk Down: A Story of Modern War一書，這本書之後又由英國導演雷利·史考特改拍成紀錄性電影《黑鷹計劃》而使衝突事件與摩加迪休這城市廣為人知。

## 影響
由於此役損失慘重，最終導致1995年聯合國決定撤出全部維和部隊。柯林頓政府可能亦為此決定不向內戰中的盧安達出兵，當地後來發生盧安達大屠殺。

### 榮譽勳章
行動當天，美軍第二架UH-60直升機（無線電代號：超級64）遭民兵擊落。當時各項情資已顯示大批民兵正在往墜機地集結，且美軍已無力提供火力支援。但兩位三角洲特種部隊成員蘭迪‧大衛·舒嘉特三等士官長（SFC Randy David Shughart）和蓋里‧伊凡·高登二等士官長（MSG Gary Ivan Gordon），仍自願前往協助中彈墜機的超級64機組人員。兩人最後被數百名索馬里民兵包圍，在激烈槍戰之後，兩人所攜彈藥耗盡，雙雙阵亡，遺體後來被民兵遊街示眾。透過電視直播。此事件震撼美國民眾。麥可·杜倫是超級64上唯一存活的機組人員，他在兩位三角洲部隊成員陣亡後被俘，經美國政府與民兵組織談判，十一天後獲得釋放。
兩位三角洲部隊成員在陣亡後，獲頒代表美國軍人最高榮譽的榮譽勳章，由其家屬代為領取。以茲表揚他們英勇無私的行為。他們是自越戰以來首獲該項榮譽的美國軍人。杜倫在他其後出版的自傳中寫到他們的營救過程，並說自己「欠他們兩位一條命」。

## 參戰單位

### 美軍以及聯合國駐索馬里部隊
- 遊騎兵特遣隊：
  - 美國陸軍三角洲特種部隊C中隊（C Squadron, 1st Special Forces Operational Detachment-Delta (1st SFOD-D) ）[2]
  - 美國陸軍第75遊騎兵團第3遊騎兵營B連（Company B, 3rd Ranger Battalion, 75th Ranger Regiment）[2]
  - 美國陸軍第160特種作戰航空團第1營（1st Battalion, 160th Special Operations Aviation Regiment (Airborne)）所屬，為數共16架的MH-60「黑鷹」及MH-6「小鳥」直升機[2]
  - 美國海軍特種作戰研究大隊红色中隊（Red Squadron，Naval Special Warfare Development Group）
  - 美國空軍第24特種戰術中隊（24th Special Tactics Squadron）之空軍作戰管制士及空降醫務士[3]
  - CVN-72林肯號航空母艦及第11航空母艦飛行大隊（Carrier Air Wing 11）[4]
- 美國陸軍第10山地師特遣隊：[2]
  - 美國陸軍第22步兵團第1營（1st Battalion, 22nd Infantry Regiment）
  - 美國陸軍第14步兵團第2營（2nd Battalion, 14th Infantry Regiment）
  - 美國陸軍第87步兵團第1營C連第3排（3rd Platoon, Company C, 1st Battalion, 87th Infantry Regiment）[5]
  - 巴基斯坦陸軍前線軍團第15營（15th Battalion, Frontier Force Regiment）[6]
  - 巴基斯坦陸軍第19槍騎兵軍團（19th Lancers）[6]
  - 美國陸軍977憲兵連（977 MP Company）
- 联合国维持和平部队
  - 马来西亚陆军皇家馬來團第19營（19th Battalion, Royal Malay Regiment）[7]
  - 馬來西亞陸軍特別任務隊第11團（11th Regiment, Grup Gerak Khas）[7]
  - 巴基斯坦陸軍前線軍團第7營（7th Battalion, Frontier Force Regiment）[8]

### 索馬利亞
沒有任何正式的紀錄有明確記載參與這場戰役的索馬利亞民兵之組織與人數規模，只能根據這些組織的平時人員編制預估約在2000至4000人之間，其中絕大部分隸屬於艾迪德所領導的索馬利亞全國聯盟，该组织創立于1992年8月14日，初始時是以艾迪德所領導的索馬利亞聯合國會（USC）為核心，但在美軍發起邪靈蛇行動時，該組織又額外吸收了索馬利亞愛國運動（Somali Patriotic Movement, SPM）、索馬利亞民主運動（Somali Democratic Movement, SDM）、迪吉爾-密利夫雷部族（Digil-Mirifleh）與甫成立的南索馬利亞國民運動（Southern Somali National Movement）等團體。索马里全国联盟的成員大都隸屬於哈維耶部族下的豪巴吉迪爾氏族（Habar Gidir），該氏族自1993年7月起就持續與美軍部隊處於交戰狀態。

## 陣亡名單

### 美軍
| 姓名 | 年齡（歲）                                                                                 | 任務與陣亡原因                                                                             | 獲勛                                                                                       |
| 美國陸軍三角洲特種部隊C中隊（C Squadron, 1st Special Forces Operational Detachment-Delta）                   | 美國陸軍三角洲特種部隊C中隊（C Squadron, 1st Special Forces Operational Detachment-Delta） | 美國陸軍三角洲特種部隊C中隊（C Squadron, 1st Special Forces Operational Detachment-Delta） | 美國陸軍三角洲特種部隊C中隊（C Squadron, 1st Special Forces Operational Detachment-Delta） |
| --- | ------------------------------------------------------------------------------------------ | ------------------------------------------------------------------------------------------ | ------------------------------------------------------------------------------------------ |
| 盖里‧高登二等士官長 MSG Gary Gordon                                                                          | 33                                                                                         | 在保護墜毀的「超級64」組員時陣亡                                                           | 榮譽勳章，紫心勳章                                                                         |
| 蘭迪‧舒嘉特三等士官長 SFC Randy Shughart                                                                     | 35                                                                                         | 在保護墜毀的「超級64」組員時陣亡                                                           | 榮譽勳章，紫心勳章                                                                         |
| 丹尼爾‧布殊上士 SSG Daniel Busch                                                                             | 25                                                                                         | 隨「超級61」一同墜毀，在保衛機上組員時傷重不治                                             | 銀星勳章，紫心勳章                                                                         |
| 伊羅‧費尔摩三等士官長 SFC Earl Fillmore                                                                      | 28                                                                                         | 在隨部隊移動至第一墜機點半途陣亡                                                           | 銀星勳章，紫心勳章                                                                         |
| 蒂姆‧馬丁二等士官長 MSG Tim "Griz" Martin                                                                    | 38                                                                                         | 在地面車隊迷途時遭攻擊陣亡                                                                 | 銀星勳章，紫心勳章                                                                         |
| 美國陸軍第七十五遊騎兵團第三遊騎兵營（3rd Ranger Battalion, 75th Ranger Regiment）                           |                                                                                            |                                                                                            |                                                                                            |
| 杰米‧史密斯下士 CPL Jamie Smith                                                                              | 21                                                                                         | 隨部隊在第一墜機地點防衛時傷重不治                                                         | 銅星勳章附英勇加敘（Valor Device）與橡葉勳章，紫心勳章                                     |
| 詹姆斯‧卡瓦科專科兵 SPC James Cavaco                                                                         | 26                                                                                         | 在地面車隊迷途時遭攻擊陣亡                                                                 | 銅星勳章附英勇加敘，紫心勳章                                                               |
| 凱西‧喬伊斯中士 SGT Casey Joyce                                                                              | 24                                                                                         | 在地面車隊迷途時遭攻擊陣亡                                                                 | 銅星勳章附英勇加敘，紫心勳章                                                               |
| 理查德‧科瓦列夫斯基上等兵 PFC Richard "Alphabet" Kowalewski                                                  | 20                                                                                         | 在地面車隊迷途時遭攻擊受重傷，並在之後不治身亡                                             | 銅星勳章附英勇加敘，紫心勳章                                                               |
| 多米尼克‧皮勒中士 SGT Dominick Pilla                                                                         | 21                                                                                         | 隨車隊行動時陣亡                                                                           | 銅星勳章附英勇勳章，紫心勳章                                                               |
| 羅倫佐‧鲁伊斯中士 SGT Lorenzo Ruiz                                                                           | 27                                                                                         | 在地面車隊迷途時遭攻擊受重傷，在轉送位於德國的軍醫院途中傷重不治                           | 銅星勳章附英勇加敘，紫心勳章                                                               |
| 美國陸軍第一六零特種作戰航空團第一營（1st Battalion, 160th Special Operations Aviation Regiment (Airborne)） |                                                                                            |                                                                                            |                                                                                            |
| 威廉‧克利夫蘭上士 SSG William Cleveland                                                                      | 34                                                                                         | 「超級64」的機工長，陣亡                                                                   | 銀星勳章，銅星勳章，飛行勳章附英勇加敘，紫心勳章                                           |
| 托马斯‧菲爾德上士 SSG Thomas Field                                                                           | 25                                                                                         | 「超級64」的機工長，陣亡                                                                   | 銀星勳章，銅星勳章，飛行勳章附英勇加敘，紫心勳章                                           |
| 雷蒙‧弗兰克四級准尉 CW4 Raymond Frank                                                                        | 45                                                                                         | 「超級64」的副駕駛，陣亡                                                                   | 銀星勳章，飛行勳章附英勇加敘，紫心勳章                                                     |
| 克里夫頓‧沃克特三級准尉 CW3 Clifton "Elvis" Wolcott                                                          | 36                                                                                         | 「超級61」的駕駛，在墜機時陣亡                                                             | 飛行優異十字勳章，銅星勳章，飛行勳章附英勇加敘，紫心勳章                                   |
| 多挪芬‧彼利二級准尉 CW2 Donovan "Bull" Briley                                                                | 33                                                                                         | 「超級61」的副駕駛，在墜機時陣亡                                                           | 飛行優異十字勳章，銅星勳章，飛行勳章附英勇加敘，紫心勳章                                   |
| 美國陸軍第十山地師第十四步兵團第二營（2nd Battalion, 14th Infantry Regiment）                                |                                                                                            |                                                                                            |                                                                                            |
| 哥尼爾‧休斯頓中士 SGT Cornell Houston                                                                        | 31                                                                                         | 隨救援車隊行動時陣亡                                                                       | 銅星勳章附英勇英勇加敘，德·弗勒里勳章（de Fleury Medal），紫心勳章                         |
| 小詹姆士‧馬丁上等兵 PFC James Martin Jr.                                                                     | 23                                                                                         | 隨救援車隊行動時陣亡                                                                       | 紫心勳章                                                                                   |

註：舒嘉特士官長和高登士官長，因在戰事中自願協助「超級64」機師對抗民兵，在1994年獲總統克林頓追授榮譽勳章，成為自越戰後首獲榮譽勳章的士官兵。

### 馬來西亞
- 瑪·阿茲南下士（Pvt Mat Aznan Awang）：禿鷹裝甲運兵車（英语：Condor (APC)）（Condor）的駕駛兵。其所駕駛的裝甲車在10月4日清晨3時30分遭索馬利亞民兵猛烈攻擊，一枚RPG-7火箭彈擊中車頭爆炸燃燒，瑪·阿茲南當場陣亡。為了追悼其犧牲，馬來西亞政府將其軍銜由出國參與維和行動前的列兵升至下士，並追授英勇戰士獎章（S.P.）。

### 索馬利亞
美國大使羅伯特·B·奧克利指超過1,000索馬利亞人死亡，行動後於當地醫院及診所不治數目不明。